# Dixella israelis
Dixella israelis är en tvåvingeart som beskrevs av Wagner, Freidberg och Ortal 1992. Dixella israelis ingår i släktet Dixella och familjen u-myggor.
Artens utbredningsområde är Israel. Inga underarter finns listade i Catalogue of Life.